# 魔物獵人妖子
《魔物獵人妖子》是由MADHOUSE製作的動畫系列作品，於1990年到1995年期間共發售6集。後來陸續發售漫畫、小說、遊戲等相關作品。

## 角色
真野妖子（聲優：久川綾）
生日：6月1日，身高：158cm，體重：45kg，三圍：83/56/85，血型：A。
本作女主角，第108代魔物獵人，紅華學園16歲高中學生。藉由妖魔戒指（妖魔リング）變身與妖魔戰鬥。
小川千賀子（聲優：本多知惠子）
生日：8月8日，身高：160cm，體重：53kg，三圍：88/62/88，血型：A。
妖子的同學兼親友，自稱是魔物獵人的經紀人。
神崎梓（聲優：吉田古奈美）
生日：3月10日，身高：149cm，體重：38kg，血型：O。
魔物獵人實習生。
真野圓（聲優：三矢雄二、興梠里美）
生日：11月11日，身高：145cm、體重：53kg(年輕時期)
妖子的祖母，第107代魔物獵人。
真野小夜子（聲優：鶴弘美）
妖子的母親，原本應該是繼承第108代魔物獵人，但因為太早在16歲時生下妖子而喪失繼承資格。
真野遙（聲優：日高範子）
生日：2月24日，身高：158cm、體重：43kg
妖子的祖先，第1代魔物獵人。

## 相關作品

### 動畫
魔物獵人妖子
1990年12月1日上映，片長46分鐘。1991年5月1日發售錄影帶，同年6月1日發售雷射影碟。
魔物獵人妖子2
1992年12月22日發售錄影帶，1993年2月1日發售雷射影碟，片長30分鐘。
魔物獵人妖子3
1993年4月11日發售錄影帶，同年5月1日發售雷射影碟，片長30分鐘。
魔物獵人妖子Super Music Clip（魔物ハンター妖子スーパー・ミュージック・クリップ）
1993年12月21日發售。
魔物獵人妖子5 光陰霸王之亂（魔物ハンター妖子5 光陰覇王の乱）
1994年7月1日發售，片長45分鐘。
魔物獵人妖子2
1995年7月1日發售，片長44分鐘。

### 漫畫
同名漫畫是由宮尾岳擔任作畫，於1996年由少年畫報社發售單行本共一冊。

### 小說
同名小說是由六月十三擔任寫作、宮尾岳擔任插畫，於學習研究社的動畫雜誌月刊《Anime V》（アニメV）連載。

### 遊戲
魔物獵人妖子 第7警鐘（魔物ハンター妖子 第7の警鐘）
由Masaya於1991年3月22日發售的動作類型Mega Drive平台遊戲。《Fami通》7號的クロスレビュー給予22/40評分。
魔物獵人妖子―來自魔界的轉學生―（魔物ハンター妖子 ―魔界からの転校生―）
由Masaya於1992年3月13日發售的冒險類型PC Engine平台遊戲，2015年3月17日由Project EGG（プロジェクトEGG）發售Windows版。《Fami通》170號的クロスレビュー給予19/40評分。
魔物獵人妖子―遙遠呼聲―（魔物ハンター妖子 ―遠き呼び声―）
由Masaya於1993年1月8日發售的冒險類型PC Engine平台遊戲，2015年4月14日由Project EGG發售Windows版。《Fami通》213號的クロスレビュー給予22/40評分。

## 外部連結
- 魔物ハンター妖子 （页面存档备份，存于）（日語）
- 魔物ハンター妖子2 （页面存档备份，存于）（日語）
- 魔物ハンター妖子3 （页面存档备份，存于）（日語）
- 魔物ハンター妖子スーパー・ミュージック・クリップ （页面存档备份，存于）（日語）
- 魔物ハンター妖子5 光陰覇王の乱 （页面存档备份，存于）（日語）
- 魔物ハンター妖子 ―魔界からの転校生― （页面存档备份，存于）（日語）
- 魔物ハンター妖子 ―遠き呼び声― （页面存档备份，存于）（日語）